# 駒ヶ岳ロープウェイ
駒ヶ岳ロープウェイ（こまがたけロープウェイ）は、中央アルプス観光株式会社（ちゅうおうアルプスかんこう）が運行する、長野県駒ヶ根市と上伊那郡宮田村にまたがる中央アルプス観光の索道（ロープウェイ）である。木曽山脈（中央アルプス）・宝剣岳の近くの千畳敷カールへ向かい、木曽駒ヶ岳へのアクセスを担う。日本で最も標高の高い場所にある索道である。
なお、神奈川県足柄下郡箱根町にある箱根 駒ヶ岳ロープウェーとの混同を避けるため、公式ウェブサイトなどでは中央アルプス駒ヶ岳ロープウェイ（ちゅうおうアルプスこまがたけロープウェイ）の名称が使用される。
本項では、運営会社である中央アルプス観光、および同社が運営するバス事業「中央アルプス観光バス」についても記述する。

## 沿革
当初、親会社である名古屋鉄道は現在の木曽町側から、おんたけ交通とタイアップして駒ヶ岳にロープウェイを建設することを計画したが地元住民の猛反対により駒ケ根側に変更した。
- 1963年（昭和38年）7月 - 小平善信を筆頭に初代駒ヶ根市長を社長に迎え中央アルプス観光株式会社設立。
- 1967年（昭和42年）7月1日 - 駒ヶ岳ロープウェイ開通[2][3][5][7]。
- 1998年（平成10年）11月 - 全面リニューアル工事完成[5]。
- 2014年（平成26年）
  - 6月 - ゴンドラリニューアル[5]。
  - 12月15日 - 大雪で中部電力（当時、現在の中部電力ミライズ）の配電用電線の断線による停電（24日に復旧）と、ロープウェイの制御用通信線支柱が倒木の接触による倒壊が発生。ロープウェイの運休と頂上にあるホテル千畳敷の営業休止となる[8]。
- 2015年（平成27年）3月23日 - ロープウェイの運転とホテル千畳敷の営業を再開。
- 2020年（令和2年）
  - 1月4日 - ロープウェイの支柱が変形。ロープウェイ運休[6]・ホテル千畳敷営業休止[9]。
  - 6月6日 - ロープウェイ・ホテルが営業再開[6][10]。
- 2024年（令和6年）
  - 7月2日 - しらび平駅へのアクセス路である長野県道75号駒ヶ根駒ヶ岳公園線が大雨による土砂崩落の影響により、中部電力新太田切発電所前 - しらび平間が通行止となり、この影響で復旧するまでロープウェイ運休（大雨の影響で同月1日から運休）、ホテル千畳敷も休業となる。しらび平駅までの路線バスは駒ヶ根駅前 - 駒ヶ根橋までの折り返し運転を実施[11][12]。

## 駒ヶ岳ロープウェイ

### 概要
通年運行されており、終点の千畳敷駅には日本一高い場所に建つホテル千畳敷が併設されている。千畳敷周辺の遊歩道などの観光客や、木曽駒ヶ岳などの登山者が利用する。7月から10月にかけての休日は混雑し、ピーク時には乗車整理券が配布される場合がある。

### 路線データ・駅一覧
| 山麓側のしらび平駅 |  | 山上側の千畳敷駅 |
| 山麓側のしらび平駅 |  | 山上側の千畳敷駅 |

- 全長（傾斜長）：2333メートル[2]
  - ただし、公式ウェブサイトのパンフレット (PDF) では2333.5メートルとなっている。
- 高低差：950メートル（日本一の高低差）[5][6]
- 走行方式：3線交走式[5]
- 最高運転速度：7メートル毎秒[5]
- 所要時間：7分30秒[5][6]
- 搬器（ゴンドラ）
  - メーカー：大阪車輌工業製（2014年更新、「宝剣号」「木蓮号」の名称が付けられている）[5]
  - 定員：61人[5]
- 駅数：2駅
  - しらび平駅（上伊那郡宮田村） - 千畳敷駅（駒ヶ根市）
- 千畳敷駅の標高は2612メートルで[5][6][13]、索道を含めた鉄道の駅では日本最高の位置である[5]。

### 接続路線
- 東海旅客鉄道（JR東海）飯田線駒ケ根駅
  - 自動車、観光バスなどの場合、黒川平 - しらび平間の県道は一般車両の通行が禁止されているため、菅の台バスセンターの有料駐車場から連絡バスで向かう[5]。

### 関連画像

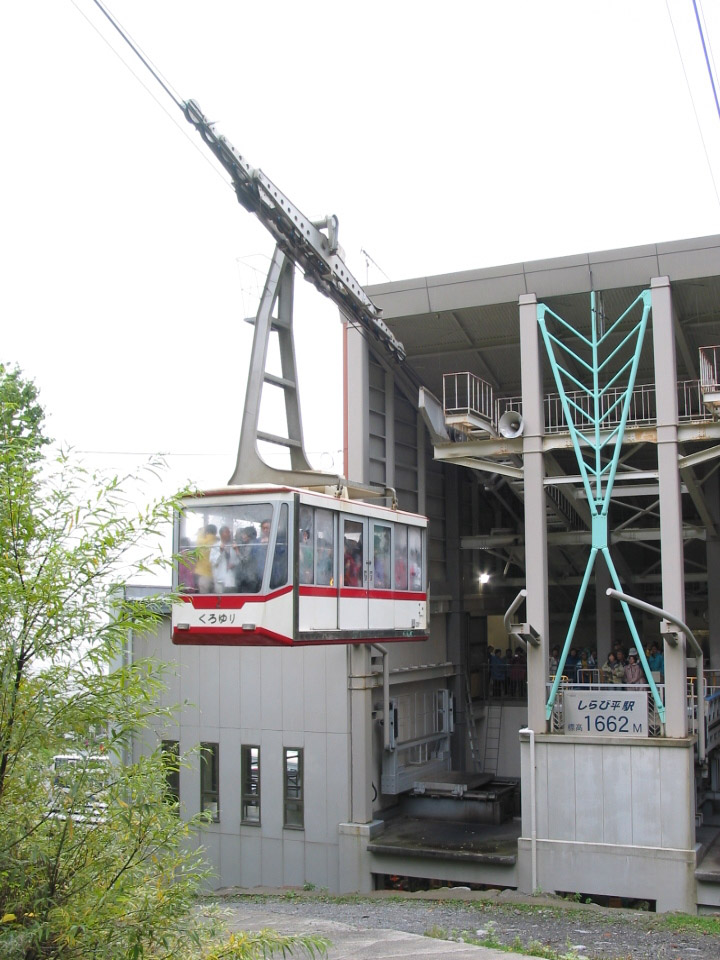
しらび平駅と搬器「くろゆり号」
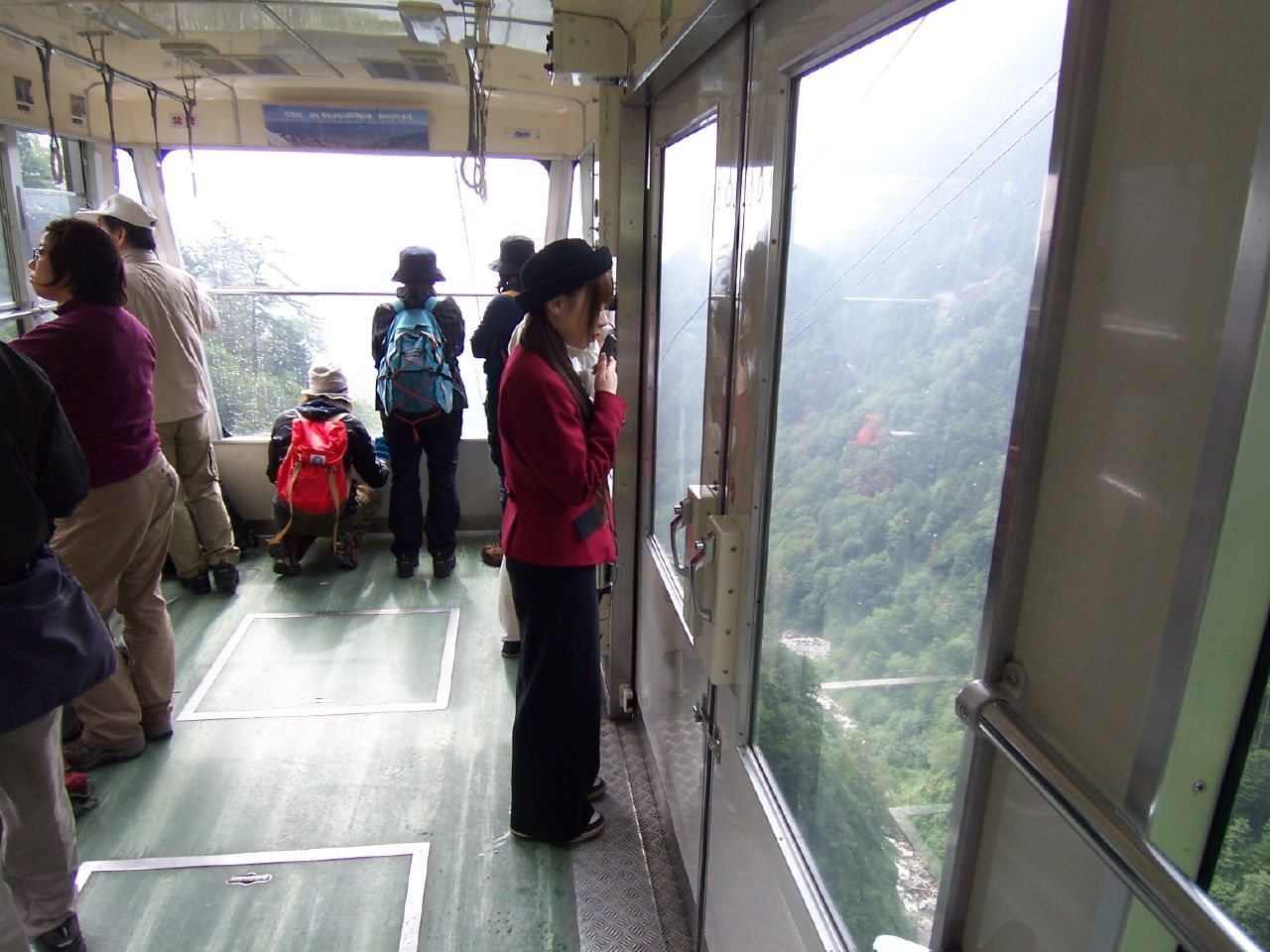
行楽期にはガイド放送が搬器内でおこなわれる
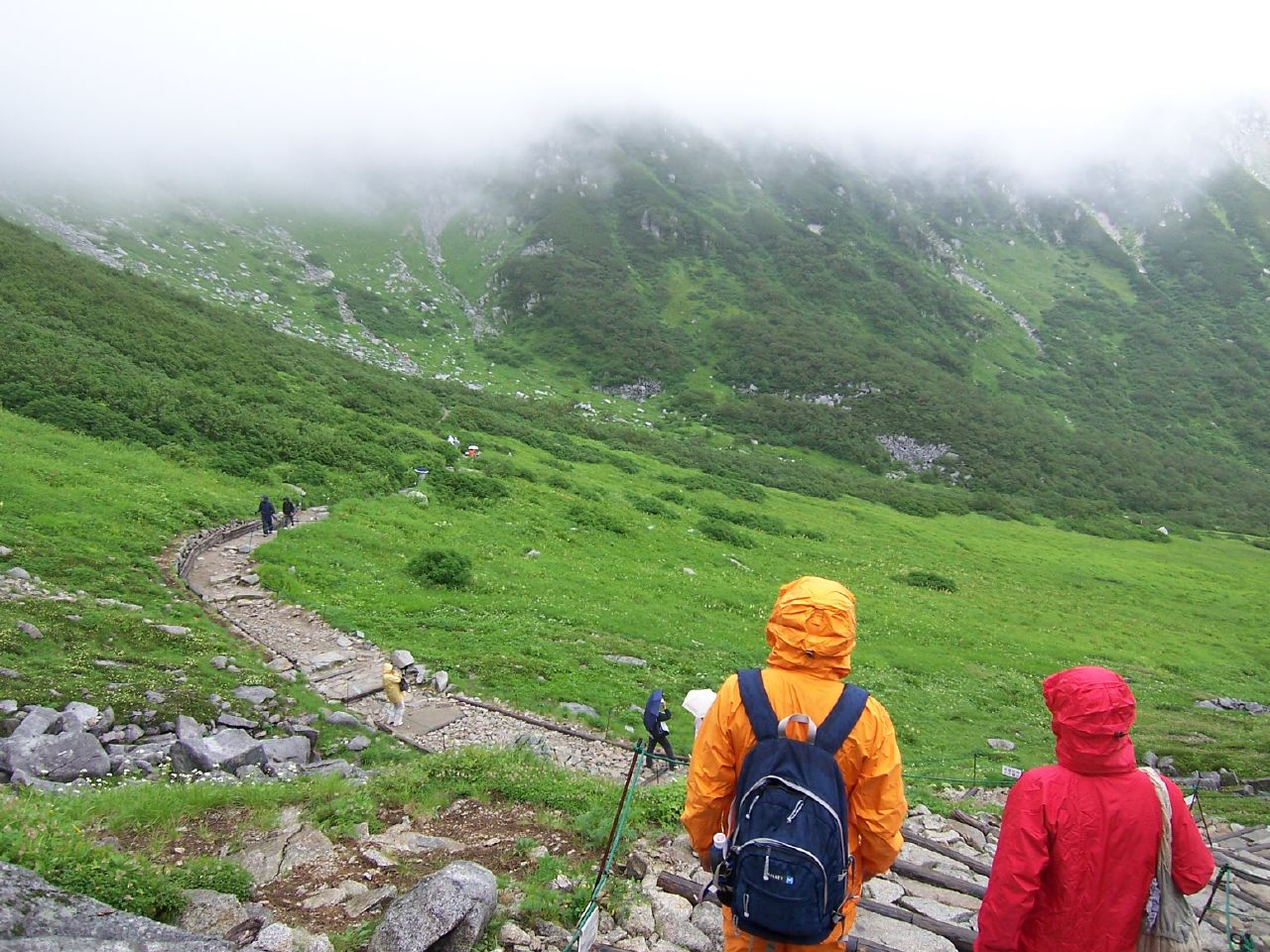
千畳敷カール
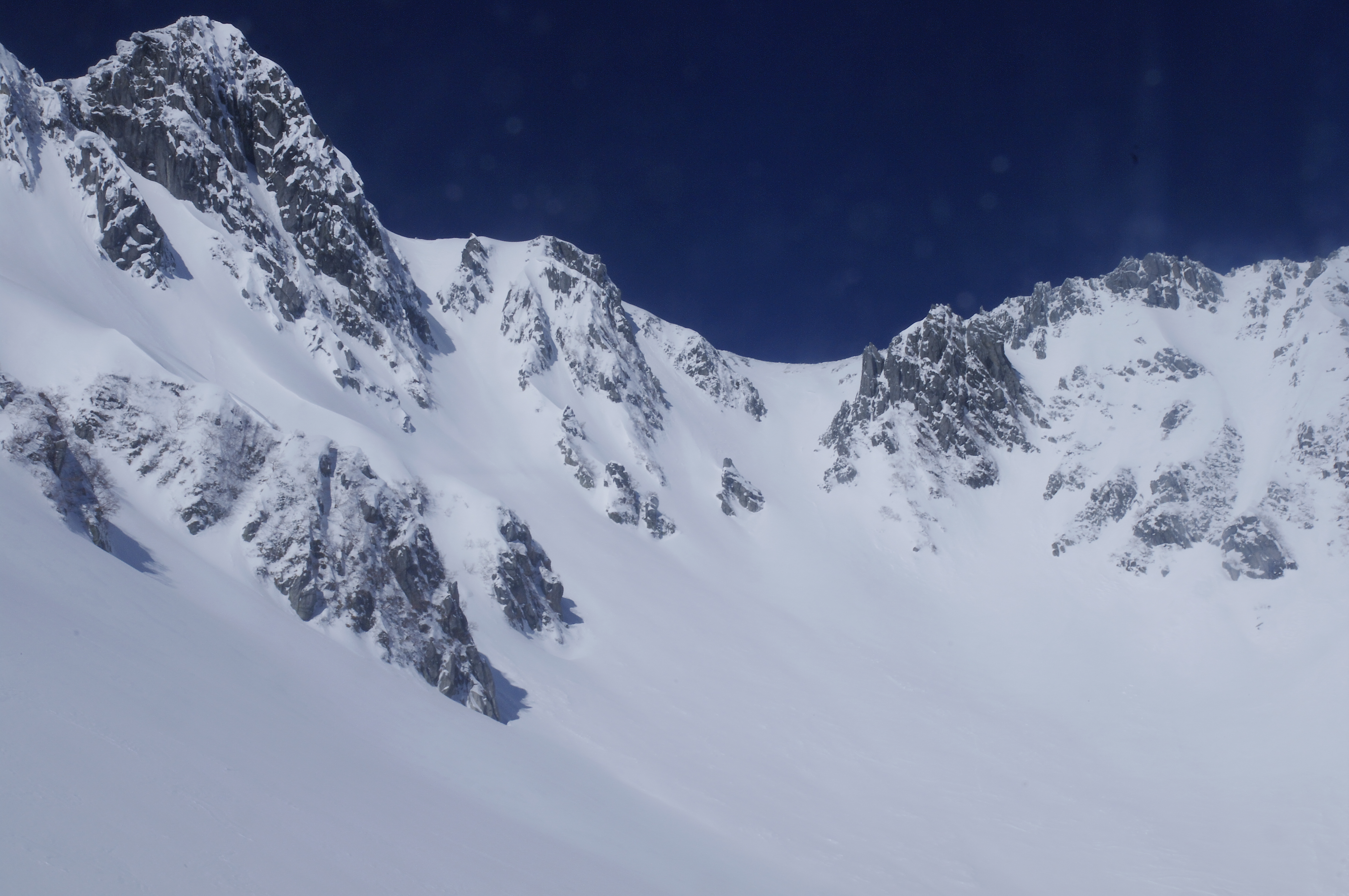
千畳敷駅から望む 千畳敷カールと宝剣岳
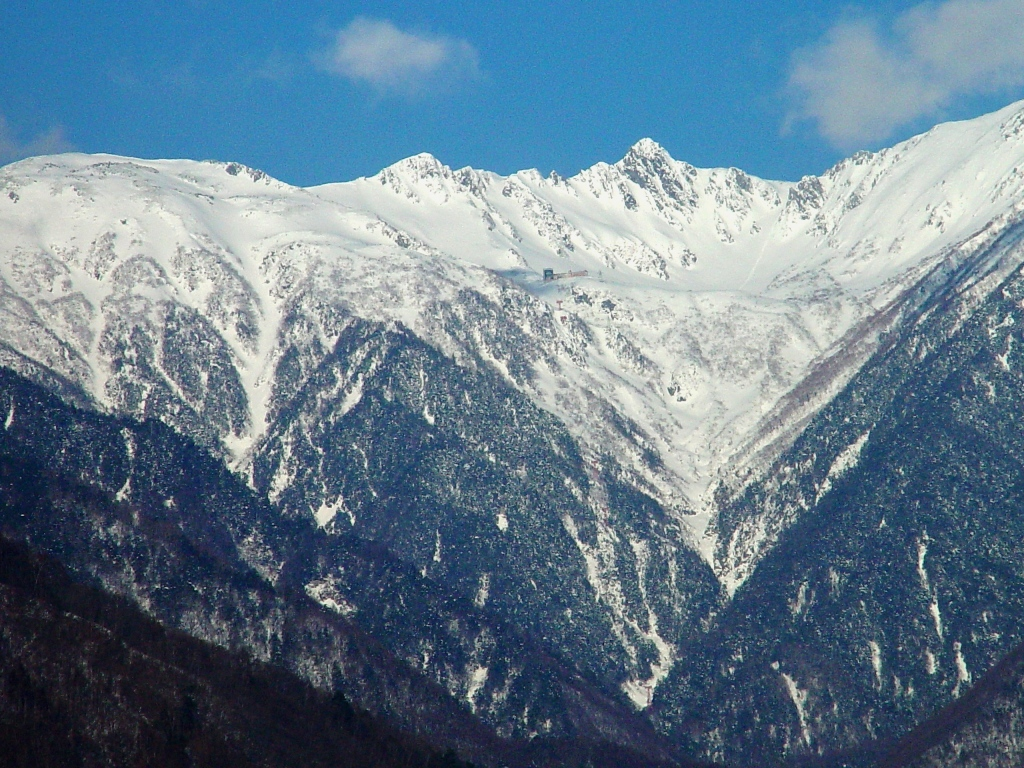
麓の駒ヶ根市から望む千畳敷駅と宝剣岳

## 中央アルプス観光バス
中央アルプス観光のバス部門は、中央アルプス観光バス（ちゅうおうアルプスかんこうバス）の名称で乗合バスを運行する。元の会社名に「バス」を付けたことから「中央アルプスの観光バス」のようにも読めるが、貸切バス事業は行っていない。バス停留所などの表記には「中ア観光バス」の略称も見られる。本社所在地と同位置の「菅の台バスセンター」にバス車庫を置く。
運行路線は「駒ヶ岳ロープウェイ線」1路線のみで、伊那バスとの共同運行である。利用者の多くが駒ヶ岳ロープウェイや木曽駒ヶ岳への登山者のため、観光シーズンには菅の台バスセンター発着の臨時便や観光バスからの団体客向けの臨時便が多数運行される。
走行環境が厳しいため車両の仕様は特殊であり、2019年の時点では、車両は前中扉の路線仕様の外観でワンマン化はなされているものの、急坂や急カーブが連続することから、全て床の高いツーステップバスである。変速機はマニュアルトランスミッション（MT）仕様としている。1980年代から1990年代においては、道路が狭隘なためにワンマン化ができず、車掌乗務専用仕様の中扉のみの車両を特別に製作して使用していた。
名鉄グループであることから三菱ふそうの車両を長らく使用してきたが、三菱ふそう車の車種整理によりMT車が廃止され全車MTモードの無いATのみとなったため採用を取り止め、いすゞのエルガに切り替えた。

### バス路線
- 駒ヶ岳ロープウェイ線：駒ケ根駅 - 菅の台バスセンター - しらび平

### バス車両

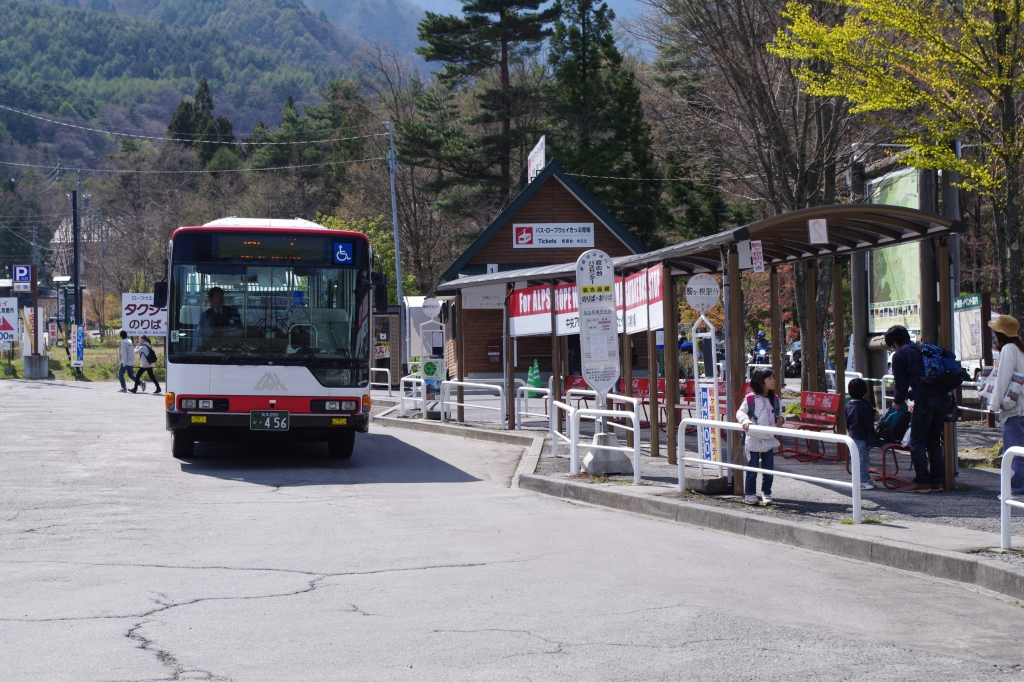
菅の台バスセンター
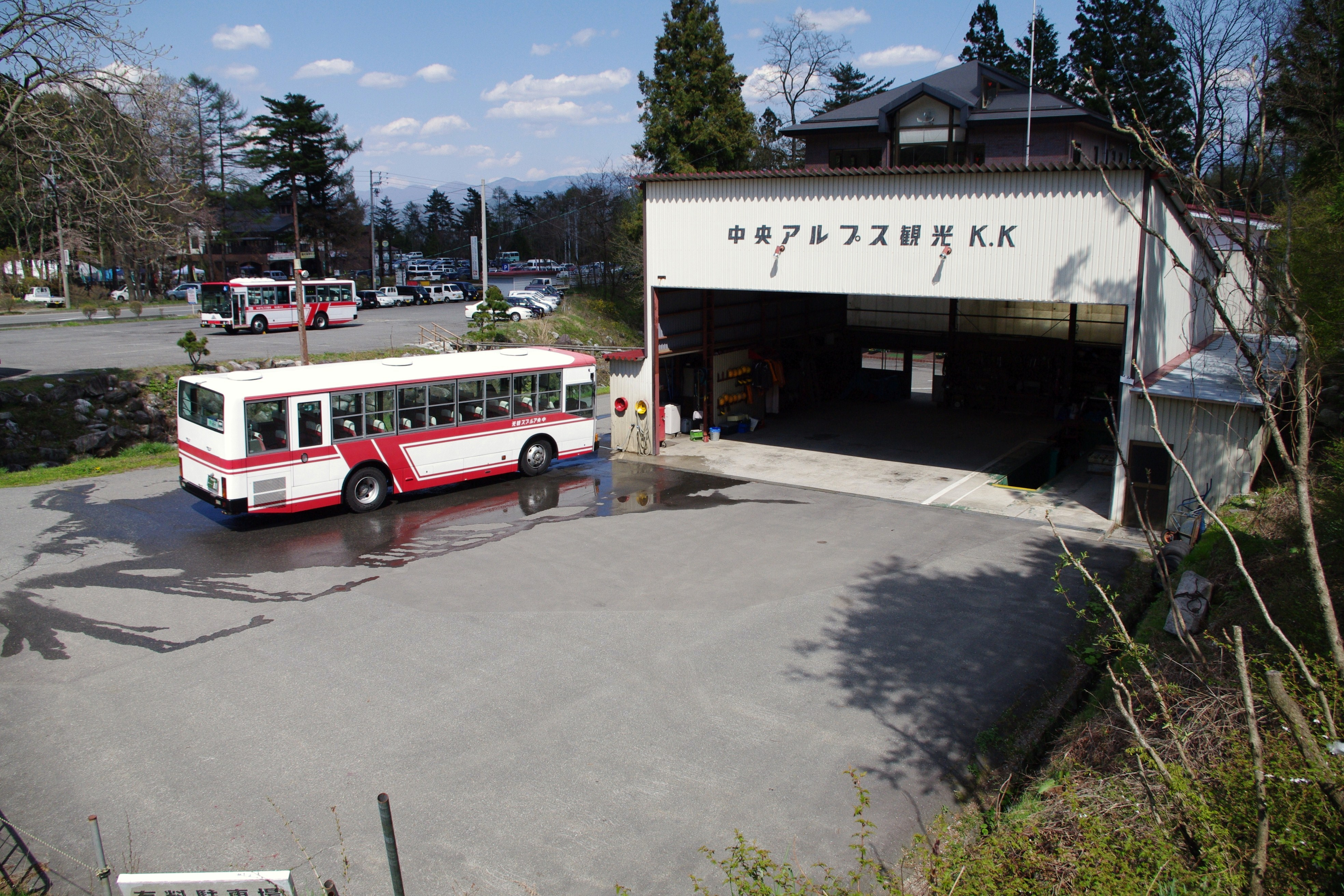
車庫兼整備工場。奥の建物は本社。
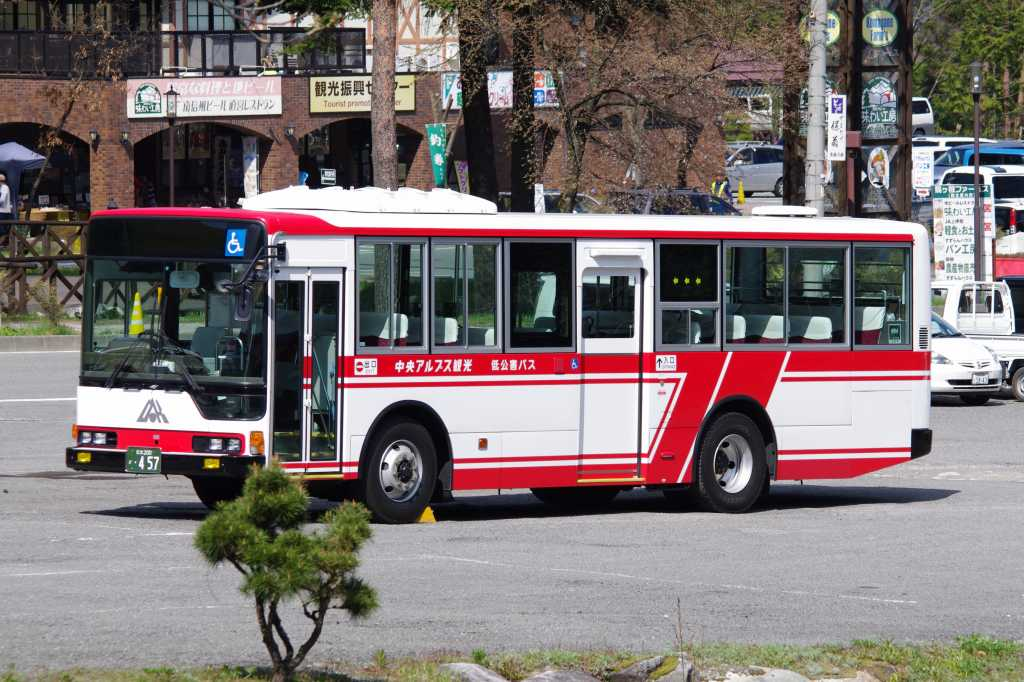
従来色（457号車）
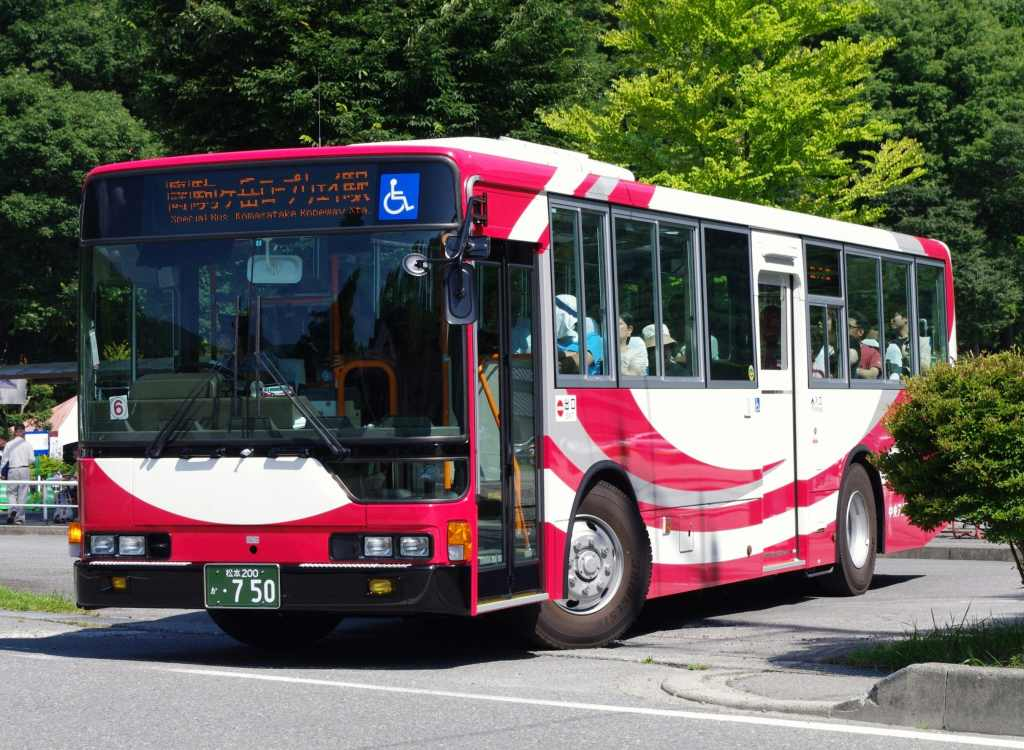
新塗装（750号車）
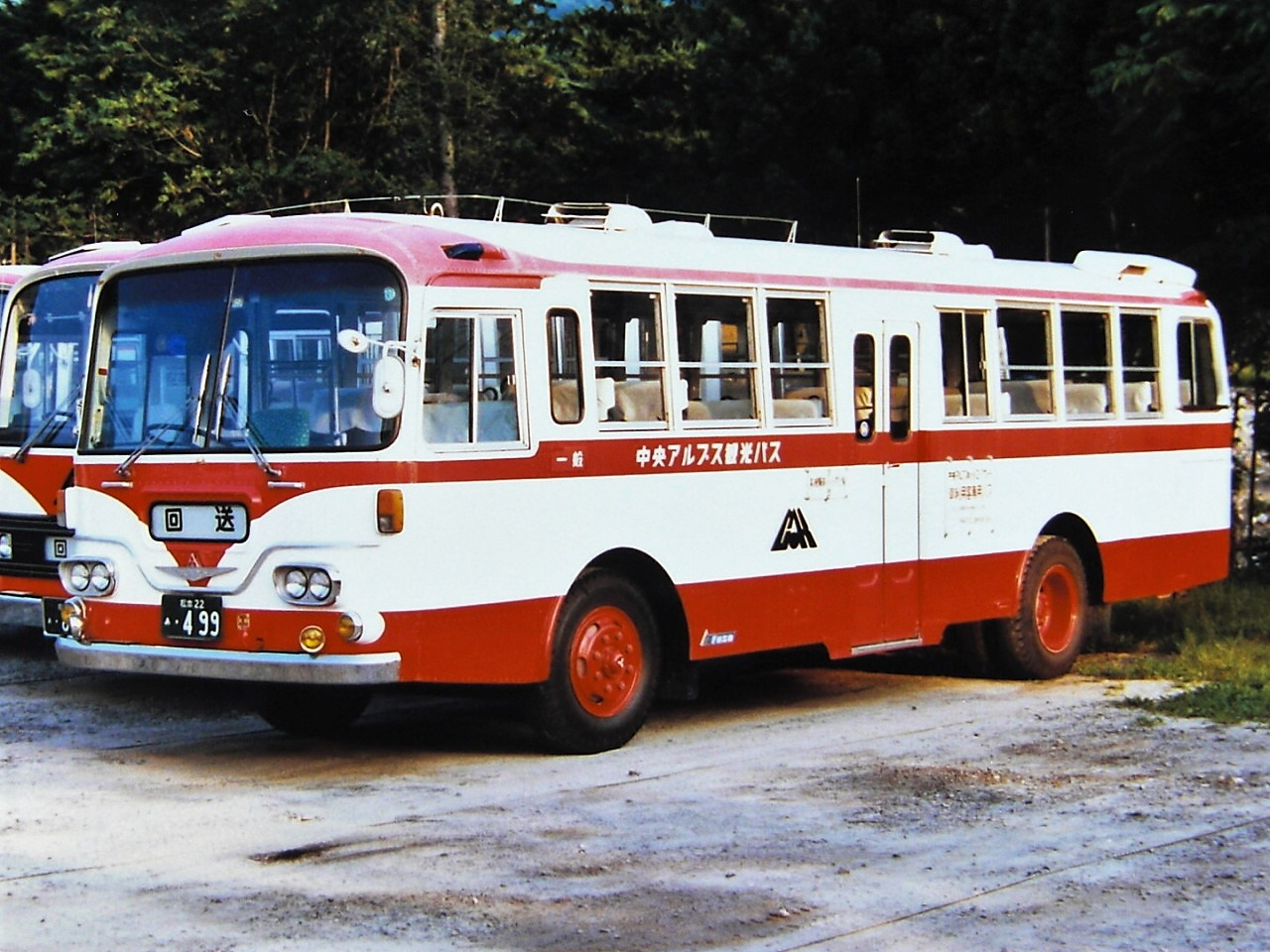
1980年代の車掌乗務専用仕様車

## その他の事業
中央アルプス観光株式会社は、旅館業、飲食業、小売業、温泉入浴事業などを営んでいる。
- ホテル千畳敷[17]